# 乌图美仁河
乌图美仁河是中华人民共和国青海省的一条河流，位于柴达木盆地，该河全长120千米，集水面积约1631平方千米，年均径流量约为0.844亿立方米。根据乌图美仁水文站测定，该河春季富水期径流量占全年的31%，夏季枯水期径流量占全年的20%。